# Torre de Bac
La Torre de Bac és una masia de Fornells de la Selva (Gironès) declarada bé cultural d'interès nacional.

## Descripció
El mas es compon de dos cossos que formen un angle recte, adossats a una torre de defensa, que queda d'aquesta manera situada a la cantonada meridional del conjunt. La torre és de planta rectangular i conserva una finestra gòtica al primer pis de la façana de llevant. El coronament és un afegit contemporani. L'edifici originari està orientat a migdia i presenta una coberta de teula estructurada a dues vessants. A la seva façana principal hi ha un portal adovellat i totes les cantoneres són de pedra treballada. L'altre edifici, de planta baixa i primer pis amb coberta a doble vessant, és contemporani.

## Història
Aquest mas s'anomenava, originàriament, Mas Avellaneda. Segons consta en un pergamí conservat a l'Arxiu Diocesà de Girona, l'any 1200, Ramon de Farners dotà amb aquesta possessió la capella de Santa Maria de Farners. El primer propietari del qual es té constància és Pere Estruch, el qual, l'any 1255, segons consta en un pergamí de la Pia Almoina, el llega als seus marmessors. L'any 1300, consta que Bernat de Puig vengué el Mas Avellaneda a Martí d'Avellaneda, clergue de Fornells i al seu nebot, els quals hi vivien.
Al segle xvi hi ha notícia que aquest mas és propietat dels Desbach. Aquesta era la família que senyorejava la Vall del Bac des del castell de Rocabruna. Ja des del segle xv era establerta a Girona. Es varen succeir diversos propietaris dins d'aquesta família fins que, l'any 1858, el mas va ser venut a Francesc Vergés i Ribas, de Torelló. Des de l'any 1927 és propietat de la família Plantés.

## Jaciment romà
L'any 2008, durant les obres de construcció de la LAV, es va localitzar un jaciment d'època romana. Aquest s'estén en tres sectors diferents, al llarg del bosc de la Torre de Bac, i està format per un gran conjunt de sis forns de calç de grans dimensions, un forn domèstic i altres estructures de combustió. Aquestes restes demostren una forta presència d'una ocupació de la zona en època romana, possiblement una vil·la. La cronologia de les estructures va des del segle ii aC al II dC, amb un moment d'apogeu durant el segle I dC.